# ソウル恩平警察署
ソウル恩平警察署（ソウルウンピョンけいさつしょ）は、ソウル地方警察庁所管の警察署である。

## 管轄区域
- 恩平区（ソウル西部警察署管轄区域を除く）

## 沿革
- 1991年11月1日 - 開設。西部警察署の管轄にある9派出所を編入
- 2001年12月27日 - ソウル恩平警察署に改称。

## 組織
- 署長（総警）
- 聴聞監査官
  - 聴聞監査官室
- 警務課
  - 警務係
  - 経理係
  - 情報通信係
- 生活安全課
  - 生活安全係
  - 112信号センター
- 捜査課
- 刑事課
- 警備交通課
  - 警備対策係
  - 交通管理係
  - 交通調査係
  - 交通安全係
- 情報保安課
  - 情報係
  - 保安係
  - 外事係

## 管轄地区隊
- 仏光地区隊
- ヨンシンネ地区隊

## 管轄派出所
- 駅村3派出所
- 大棗派出所